# Circle in the Sand
«Circle in the Sand» (с англ. — «Круг на песке») ― сингл американской певицы Белинды Карлайл с её второго студийного альбома Heaven on Earth. Он стал третьим хитом, вошедшим в десятку лучших в Великобритании и США, достигнув 4-го и 7-го места, соответственно.

## История
Сингл был написан Риком Ноуэлсом и Эллен Шипли, которые являлись авторами всех хитов Карлайл в конце 1980-х и в начале 1990-х, включая её фирменную песню «Heaven Is a Place on Earth». Мелодия была заимствована из песни «Silent Running (On Dangerous Ground)» группы Mike + The Mechanics. Финальная альбомная версия песни включает в себя уникальную клавишную тему, предоставленную Томасом Долби, в сочетании с грохочущей басовой линией и акцентированной крутящейся и мерцающей гитарой.

## Музыкальный клип
Клип к песне был снят режиссёром Питером Кэром. В нём Карлайл поёт на фоне пляжа. Он отражает лирическое содержание песни. Здесь эффективно использованы приёмы монтажа, которые отображают различные изображения Карлайл и прибоя на больших листах бумаги, с волнами, разбивающимися на заднем плане. Комбинированный эффект даёт подобие видео-коллажа.
Он был выпущен лейблом MCA Records в марте 1988 года. Позже Universal Records опубликовал это видео для бесплатного просмотра на YouTube в марте 2007 года.

## В культуре
Песня звучит в расширенной версии игры Grand Theft Auto V на радиостанции Los Santos Rock Radio.

## Трек-лист
UK 7-inch single (VS 1074)
1. «Circle in the Sand» — 3:40
2. «Circle in the Sand (Seaside Mood Groove Mix)» — 3:51

UK 12-inch single (VST 1074)
1. «Circle in the Sand (Beach Party Mix)» — 7:50
2. «Circle in the Sand» (edit) — 3:20
3. «Circle in the Sand (Seaside Mood Groove Mix)» — 3:51

UK CD single (VSCD 1074)
1. «Circle in the Sand» (7" version) — 3:40
2. «Circle in the Sand (Seaside Mood Groove Mix)» — 3:51
3. «Circle in the Sand (Sandblast Multi-mix)» (Including «Heaven Is a Place on Earth» and «I Get Weak») — 5:18
4. «Circle in the Sand (Beach Party Mix)» — 7:07

## Чарты
| Чарт (1988)                        | Высшая позиция |
| ---------------------------------- | -------------- |
| Австрия (Ö3 Austria Top 40)        | 26             |
| Канада (Top Singles, RPM)          | 5              |
| Канада (Adult Contemporary, RPM)   | 3              |
| Дания (IFPI)                       | 13             |
| Ирландия (IRMA)                    | 6              |
| Италия (FIMI)                      | 23             |
| Нидерланды (Single Top 100)        | 22             |
| Новая Зеландия (Recorded Music NZ) | 16             |
| Польша (LP3)                       | 10             |
| ЮАР (Springbok Radio)              | 12             |
| Великобритания (OCC UK Singles)    | 4              |
| США (Billboard Hot 100)            | 7              |
| США (Billboard Adult Contemporary) | 5              |
| ФРГ (GfK)                          | 9              |

| Чарт (1988)                      | Ранг |
| -------------------------------- | ---- |
| Канада (Top Singles, RPM)        | 69   |
| США (Joel Whitburn's Pop Annual) | 94   |